# Carmen (1918)
Carmen ist ein deutscher Spielfilm von Ernst Lubitsch aus dem Jahre 1918 und eine frühe Verfilmung der gleichnamigen Oper Carmen.

## Handlung
Der Dragoner Don José besucht seine Mutter und seine Braut Dolores, die irgendwo in der spanischen Provinz leben. Dort erreicht ihn der Befehl, nach Sevilla zu kommen, da er befördert werden soll. In Sevilla lernt er die Zigarettenfabrikarbeiterin Carmen kennen. Die attraktive Zigeunerin wird nach einer Schlägerei in der Fabrik verhaftet. Don José soll sie bewachen und kann Carmens Annäherungen nicht widerstehen. Er verhilft ihr zur Flucht und wird zur Strafe wieder degradiert. Als einfacher Wachsoldat fristet er nun ein trostloses Dasein. Wieder trifft er in Sevilla auf Carmen und die nutzt ihn wiederum aus. Der Wachsoldat wird von Carmen abgelenkt, damit eine Schmugglerbande unentdeckt bleibt. Don José wird endgültig aus der Armee verstoßen, als er im Duell einen Offizier tötet. Er wird jetzt selbst Schmuggler und kann Carmen so nahe sein. Don José muss jedoch bald erkennen, dass der Stierkämpfer Escamillo das Herz Carmens gewonnen hat. Aus Eifersucht ersticht er Carmen vor der Stierkampfarena.

## Hintergrund

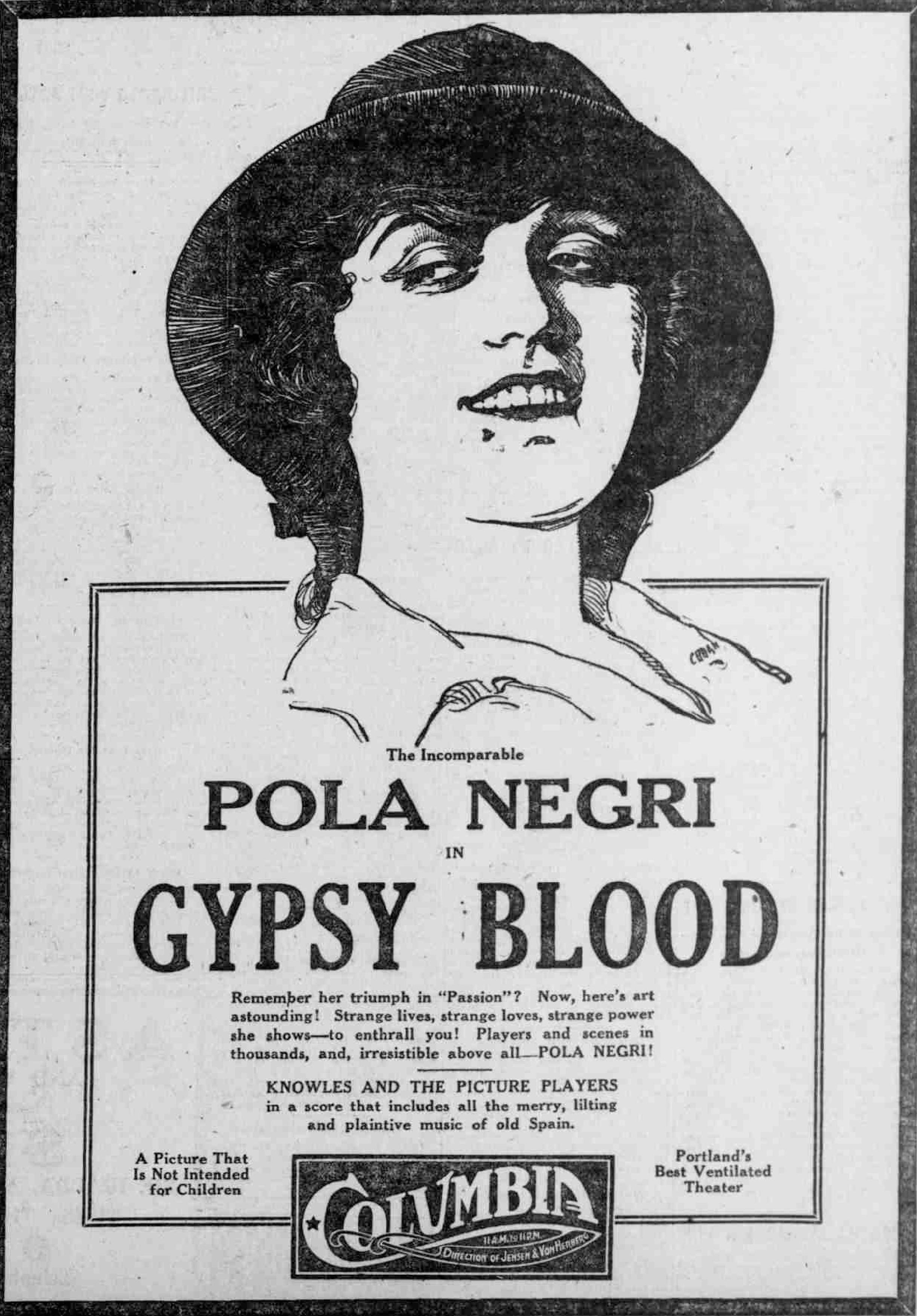
Filmanzeige in den USA. Die Zeichnung Pola Negris hat nichts mit der Handlung des Filmes gemein.

Der Film hatte am 20. Dezember 1918 in Berlin im Union-Theater (U.T. Kurfürstendamm) Welturaufführung. 1921 wurde der Film unter dem Titel Gypsy Blood auch in den USA uraufgeführt. In den USA hatte es bereits 1915 zwei Großproduktionen der Carmen-Geschichte gegeben. Die erste inszenierte Cecil B. DeMille mit der Opernsängerin Geraldine Farrar in der Titelrolle. Die zweite Fassung 1915 drehte Raoul Walsh mit Theda Bara in der Titelrolle. 1916 erschien in den USA die Carmen-Parodie Burlesque on Carmen von Charles Chaplin.

## Kritiken
- Lexikon des internationalen Films: Die Handlung kommt zwar nur mühsam voran, und die Charaktere sind kaum entwickelt; dennoch begründete der Film den Starruhm der Schauspielerin Pola Negri. Trotz aller Schwächen nicht nur filmhistorisch von hohem Interesse.[2]